# Constantino Mollitsas
Constantino Mollitsas (ur. 12 grudnia 1899 w Santos  – zm. 24 września 1966 w Santos) – piłkarz brazylijski grający na pozycji napastnika.
Constantino karierę piłkarską rozpoczął w klubie Esporte Clube Pelotas w 1918 roku. W 1921 roku przeszedł do Santos FC, w którym grał do 1925.
Constantino wziął udział w turnieju Copa América 1920. Brazylia zajęła trzecie miejsce, a Constantino zagrał w meczach z Argentyną i Chile. Łącznie zagrał w barwach canarinhos trzy razy.